# 柿本雅明
柿本 雅明（かきもと まさあき、1950年 - ）は、日本の研究者。学位は理学博士。東京工業大学名誉教授。

## 経歴
1950年、東京都出身。都立秋川高校を卒業後、山口大学工学部工業化学科へ進学。その後、東京工業大学総合理工学研究科・電子科学専攻博士課程を修了（理学博士）。2009年、三菱ケミカル賞を受賞。

## 職歴
- 相模中央研究所研究員（1980～1982年）
- 東京工業大学助手（1982年～）
- 東京工業大学助教授（1987～1997年）
- 東京工業大学教授（1997年～2017年）[2][3][4][5]

## 研究業績
東京工業大学物質理工学院柿本研究室では、縮合系高分子、その中でも多分岐高分子の合成に取り組んでおり、その合成技術を生かして、これら高分子を原料とした絶縁材料、個体媒介、バイオマテリアル、発光材料などの幅広い応用に取り組んでいる。特許は計46。
他、旭化成や三菱電機等との共同開発などで45件の特許を取得している。

## 著書
- 「トコトンやさしい高分子の本」柿本雅明、扇澤敏明、鞠谷雄士、塩谷正俊（日刊工業新聞社 2017.3.29発行）
- 「身近なモノから理解する高分子の科学」柿本雅明、扇澤敏明、鞠谷雄士、塩谷正俊（日刊工業新聞社 2014.3.28発行）
- 「高分子基礎科学 One Point 3 デンドリティック高分子」柿本雅明、寺境光俊、東原知哉、平尾明、石津浩二、打田聖、手塚育志（共立出版 2013.3.6発行[2]）

## 主な受賞
- 2009年：「ハイバーブランチポリマーの合成と応用に関する研究」で三菱ケミカル賞（SPSJ Mityubishi Chemical Award 単独受賞[6]）
- 2001年：繊維学会賞[2]